# Melitaea duplicata
Melitaea duplicata är en fjärilsart som beskrevs av Pfeiffer 1932. Melitaea duplicata ingår i släktet Melitaea och familjen praktfjärilar. Inga underarter finns listade i Catalogue of Life.